# Výpustek (Počítky)
Výpustek (též hovorově Vejpustek) je osada v okrese Žďár nad Sázavou v kraji Vysočina. Jde o místní část obce Počítky. Výpustek se nachází asi 4 km severovýchodně od Žďáru nad Sázavou.
Hranice mezi Výpustkem a Počítkami tvoří volné místo mezi domy čp. 77 a 81. V osadě je registrováno 16 čísel popisných. Nachází se zde kaple a rybník Pastva, pramení zde bezejmenný potok, který se vlévá do potoka Pernička (levostranný přítok Stržského potoka). 

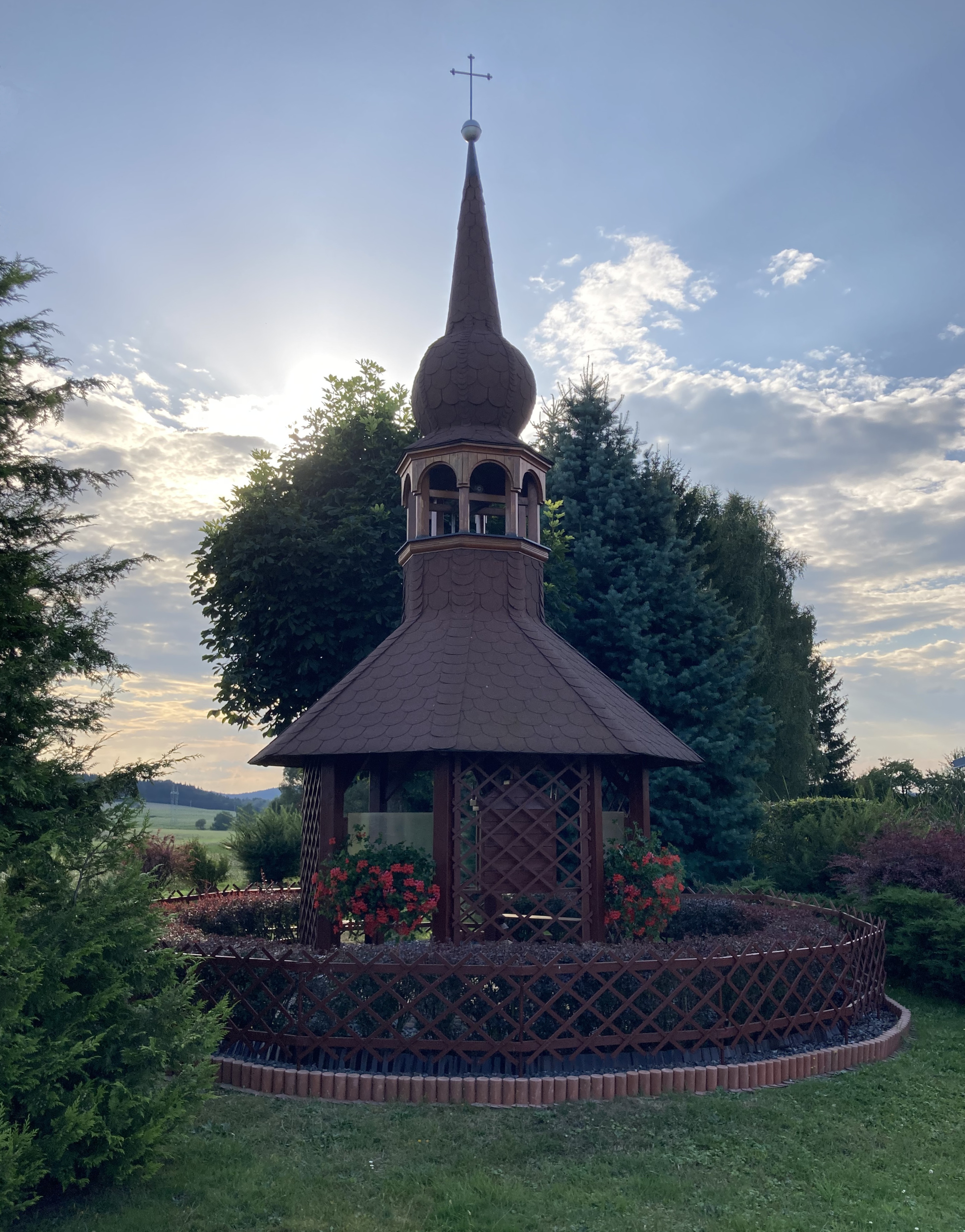
Dřevěná kaple uprostřed osady
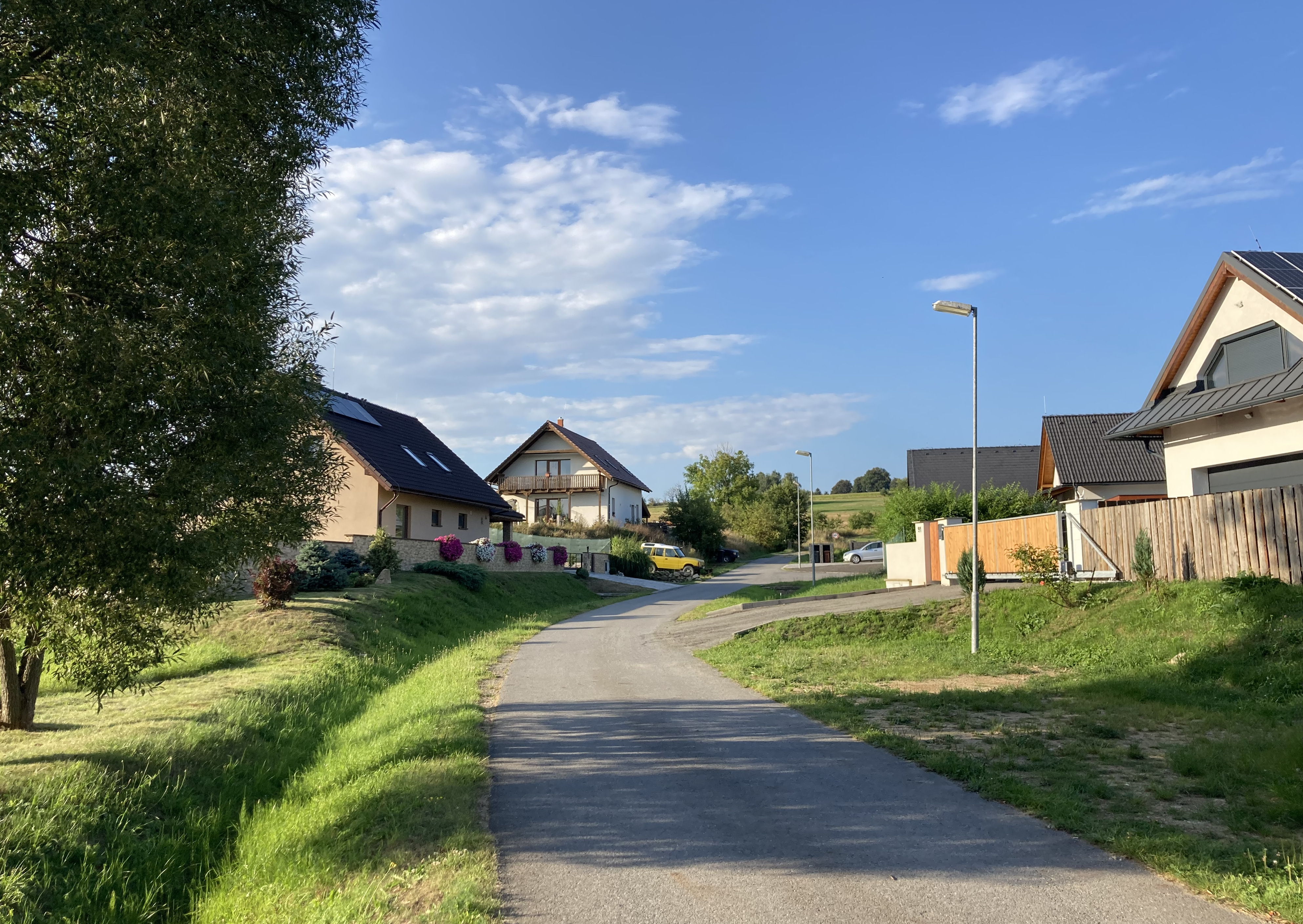
Nová výstavba v severní části
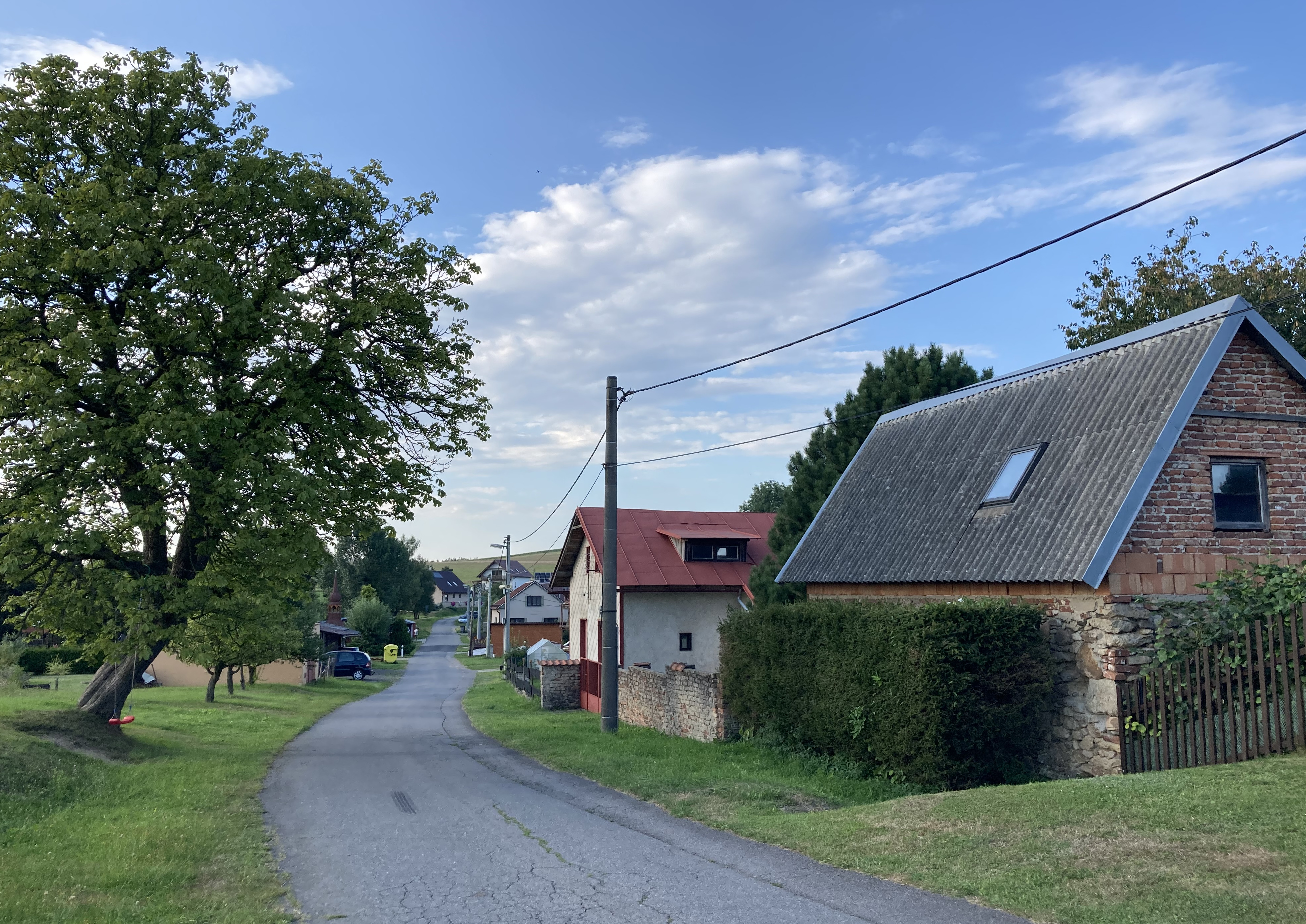
Jižní část

## Historie
Výpustek byl pravděpodobně založen v 18. století. Stála zde obecní pazderna, ta byla vyrobena ze dřeva a krytá šindelem. Nikdy nebyla opravována, takže zpustla a mezi lety 1898 a 1900 se sama zřítila.